# 埃芬漢縣 (伊利諾伊州)
埃芬漢縣（英語：Effingham County）是美國伊利諾伊州南部的一個縣。面積1,243平方公里。根據美國2000年人口普查，共有人口34,264人。縣治埃芬漢（Effingham）。
成立於1831年2月15日，縣政府成立於1833年。縣名可以紀念下面兩人之一：參加黑鷹戰爭的愛德華·埃芬漢或湯瑪斯·霍華德，第三代埃芬漢伯爵。